# Olympische Sommerspiele 1928/Teilnehmer (Lettland)
| Gelbes Symbol für Goldmedaillen mit stilisierten Olympischen Ringen | Graues Symbol für Silbermedaillen mit stilisierten Olympischen Ringen | Braundes Symbol für Bronzemedaillen mit stilisierten Olympischen Ringen |
| ------------------------------------------------------------------- | --------------------------------------------------------------------- | ----------------------------------------------------------------------- |
| —                                                                   | —                                                                     | —                                                                       |

Lettland nahm an den Olympischen Sommerspielen 1928 in Amsterdam, Niederlande, mit einer Delegation von 15 Sportlern (13 Männer und zwei Frauen) teil.

## Teilnehmer nach Sportarten

### Gewichtheben
- Kārlis Leilands
Schwergewicht: 4. Platz

### Leichtathletik
- Staņislavs Petkēvičs
5000 Meter: 7. Platz
10.000 Meter: 15. Platz

- Artūrs Motmillers
Marathon: 38. Platz

- Vilis Cimmermanis
Marathon: DNF

- Jānis Jordāns
Diskuswurf: 12. Platz in der Qualifikation

- Zinaida Liepiņa
Frauen, 100 Meter: Vorläufe

- Elfrīda Karlsone
Frauen, Diskuswurf: 14. Platz

### Radsport
- Roberts Plūme
Sprint: 2. Runde

- Roberts Ozols
4000 Meter Mannschaftsverfolgung: 5. Platz

- Zenons Popovs
4000 Meter Mannschaftsverfolgung: 5. Platz

- Ernests Mālers
4000 Meter Mannschaftsverfolgung: 5. Platz

- Fridrihs Ukstiņš
4000 Meter Mannschaftsverfolgung: 5. Platz

### Ringen
- Kārlis Pētersons
Halbschwergewicht, griechisch-römisch: 8. Platz

- Alberts Zvejnieks
Schwergewicht, griechisch-römisch: 9. Platz

### Segeln
- Kurts Klāsens
12-Fuß-Jolle: 11. Platz